# Världsmästerskapet i schack 1960
Världsmästerskapet i schack 1960 var en titelmatch mellan den regerande världsmästaren Michail Botvinnik och utmanaren Michail Tal. Den spelades i Moskva mellan den 15 mars och 7 maj 1960. Matchen spelades över 24 partier och slutade med att Tal blev ny världsmästare. Han var den dittills yngste mästaren med sina 23 år och den åttonde i ordningen.
Matchen väckte ett stort intresse. Det var två olika spelstilar som möttes; Botvinniks rutin och disciplinerade, vetenskapliga angreppsätt ställdes mot Tals ungdomliga energi med blixtrande angrepp. 
Det gjordes relativt många misstag i matchen. Enligt Tal berodde de på att båda sidor spelade på vinst i nästan varje parti. Botvinnik hamnade också ofta i tidsnöd.

## Kvalificering till titelmatchen
Kvalificeringen till titelmatchen skedde i flera steg, från zonturneringar till en interzonturnering till en kandidatturnering.

### Interzonturneringen
Interzonturneringen med 21 deltagare spelades i Portorož i dåvarande Jugoslavien mellan den 5 augusti och 12 september 1958. Det var första gången en interzonturnering spelades utanför Sverige. De sex första kvalificerade sig för kandidatturneringen.
Den jämna turneringen vanns av Michail Tal med 13½ poäng på 20 ronder. Övriga kvalificerade var Svetozar Gligorić, Tigran Petrosian, Pál Benkő, Friðrik Ólafsson och Bobby Fischer. Fischer deltagande och kvalificering väckte uppmärksamhet – han var bara 15 år när turneringen spelades.
Utöver de sex ovan, var Vasilij Smyslov och Paul Keres (de två bäst placerade i kandidatturneringen 1956) direktkvalificerade till kandidatturneringen.

### Kandidatturneringen
Även kandidatturneringen med åtta deltagare spelades i Jugoslavien, mellan den 7 september och 29 oktober 1959. Alla mötte alla fyra gånger, totalt 28 ronder. De två första omgångarna spelades i Bled, den tredje i Zagreb och den sista i Belgrad.
Turneringen vanns av Michail Tal, en och en halv poäng före ”den eviga tvåan” Paul Keres (Keres kom på andra plats i kandidatturneringarna fyra gånger).
De fyra sovjetspelarna placerade sig i toppen. Tal hade mindre än 50 % mot de andra sovjeterna men vann stort mot spelarna i botten. Bland annat hade han fyra vinster mot Fischer.
| Placering | Spelare           | 1       | 2       | 3       | 4       | 5       | 6       | 7       | 8       | Poäng |
| --------- | ----------------- | ------- | ------- | ------- | ------- | ------- | ------- | ------- | ------- | ----- |
| 1         | Michail Tal       |         | 0 0 1 0 | ½ ½ ½ ½ | 0 1 ½ 1 | 1 ½ 1 1 | 1 1 1 1 | 1 1 1 ½ | 1 1 1 ½ | 20    |
| 2         | Paul Keres        | 1 1 0 1 |         | 0 ½ ½ ½ | 1 ½ ½ 0 | ½ ½ 1 1 | 0 1 0 1 | 1 1 1 0 | 1 1 1 1 | 18½   |
| 3         | Tigran Petrosian  | ½ ½ ½ ½ | 1 ½ ½ ½ |         | ½ ½ 0 ½ | 0 ½ ½ 1 | 1 1 ½ ½ | 1 0 0 ½ | ½ 1 1 ½ | 15½   |
| 4         | Vasilij Smyslov   | 1 0 ½ 0 | 0 ½ ½ 1 | ½ ½ 1 ½ |         | 0 ½ 1 0 | ½ ½ 1 0 | ½ 1 ½ 1 | ½ 0 1 1 | 15    |
| 5         | Svetozar Gligorić | 0 ½ 0 0 | ½ ½ 0 0 | 1 ½ ½ 0 | 1 ½ 0 1 |         | 0 1 ½ ½ | ½ ½ 1 0 | ½ 1 ½ ½ | 12½   |
| 6         | Bobby Fischer     | 0 0 0 0 | 1 0 1 0 | 0 0 ½ ½ | ½ ½ 0 1 | 1 0 ½ ½ |         | 0 1 ½ 1 | ½ 1 ½ 1 | 12½   |
| 7         | Friðrik Ólafsson  | 0 0 0 ½ | 0 0 0 1 | 0 1 1 ½ | ½ 0 ½ 0 | ½ ½ 0 1 | 1 0 ½ 0 |         | 0 0 ½ 1 | 10    |
| 8         | Pál Benkő         | 0 0 0 ½ | 0 0 0 0 | ½ 0 0 ½ | ½ 1 0 0 | ½ 0 ½ ½ | ½ 0 ½ 0 | 1 1 ½ 0 |         | 8     |

Benkő var statslös vid den här tiden efter att han hoppat av från Ungern 1957 men ännu inte blivit amerikansk medborgare.

## Regler
Titelmatchen spelades som bäst av 24 partier. Vid ett oavgjort resultat (12–12) behöll den regerande mästaren titeln.
Gideon Ståhlberg var överdomare i matchen.

## Resultat
| Namn              | Parti | Parti | Parti | Parti | Parti | Parti | Parti | Parti | Parti | Parti | Parti | Parti | Parti | Parti | Parti | Parti | Parti | Parti | Parti | Parti | Parti | Poäng |
| Namn              | 1     | 2     | 3     | 4     | 5     | 6     | 7     | 8     | 9     | 10    | 11    | 12    | 13    | 14    | 15    | 16    | 17    | 18    | 19    | 20    | 21    | Poäng |
| ----------------- | ----- | ----- | ----- | ----- | ----- | ----- | ----- | ----- | ----- | ----- | ----- | ----- | ----- | ----- | ----- | ----- | ----- | ----- | ----- | ----- | ----- | ----- |
| Michail Botvinnik | 0     | ½     | ½     | ½     | ½     | 0     | 0     | 1     | 1     | ½     | 0     | ½     | ½     | ½     | ½     | ½     | 0     | ½     | 0     | ½     | ½     | 8½    |
| Michail Tal       | 1     | ½     | ½     | ½     | ½     | 1     | 1     | 0     | 0     | ½     | 1     | ½     | ½     | ½     | ½     | ½     | 1     | ½     | 1     | ½     | ½     | 12½   |

## Partier
I de partier där Botvinnik hade svart blev öppningen oftast Caro-Kann. Tal provade olika öppningar som svart och försökte skapa dynamiska ställningar.
|   | a | b | c | d | e | f | g | h |   |
| 8 | c8 svart torn · g8 svart kung · a7 svart bonde · b7 svart bonde · g7 svart löpare · h7 svart bonde · d6 svart bonde · g6 svart bonde · d5 vit bonde · e5 svart bonde · f5 svart löpare · h5 svart springare · b4 svart drottning · c4 svart torn · c3 vit springare · e3 vit löpare · g3 vit bonde · h3 vit bonde · a2 vit bonde · b2 vit bonde · e2 vit drottning · f2 vit bonde · g2 vit löpare · h2 vit kung · a1 vit torn · c1 vit torn | c8 svart torn · g8 svart kung · a7 svart bonde · b7 svart bonde · g7 svart löpare · h7 svart bonde · d6 svart bonde · g6 svart bonde · d5 vit bonde · e5 svart bonde · f5 svart löpare · h5 svart springare · b4 svart drottning · c4 svart torn · c3 vit springare · e3 vit löpare · g3 vit bonde · h3 vit bonde · a2 vit bonde · b2 vit bonde · e2 vit drottning · f2 vit bonde · g2 vit löpare · h2 vit kung · a1 vit torn · c1 vit torn | c8 svart torn · g8 svart kung · a7 svart bonde · b7 svart bonde · g7 svart löpare · h7 svart bonde · d6 svart bonde · g6 svart bonde · d5 vit bonde · e5 svart bonde · f5 svart löpare · h5 svart springare · b4 svart drottning · c4 svart torn · c3 vit springare · e3 vit löpare · g3 vit bonde · h3 vit bonde · a2 vit bonde · b2 vit bonde · e2 vit drottning · f2 vit bonde · g2 vit löpare · h2 vit kung · a1 vit torn · c1 vit torn | c8 svart torn · g8 svart kung · a7 svart bonde · b7 svart bonde · g7 svart löpare · h7 svart bonde · d6 svart bonde · g6 svart bonde · d5 vit bonde · e5 svart bonde · f5 svart löpare · h5 svart springare · b4 svart drottning · c4 svart torn · c3 vit springare · e3 vit löpare · g3 vit bonde · h3 vit bonde · a2 vit bonde · b2 vit bonde · e2 vit drottning · f2 vit bonde · g2 vit löpare · h2 vit kung · a1 vit torn · c1 vit torn | c8 svart torn · g8 svart kung · a7 svart bonde · b7 svart bonde · g7 svart löpare · h7 svart bonde · d6 svart bonde · g6 svart bonde · d5 vit bonde · e5 svart bonde · f5 svart löpare · h5 svart springare · b4 svart drottning · c4 svart torn · c3 vit springare · e3 vit löpare · g3 vit bonde · h3 vit bonde · a2 vit bonde · b2 vit bonde · e2 vit drottning · f2 vit bonde · g2 vit löpare · h2 vit kung · a1 vit torn · c1 vit torn | c8 svart torn · g8 svart kung · a7 svart bonde · b7 svart bonde · g7 svart löpare · h7 svart bonde · d6 svart bonde · g6 svart bonde · d5 vit bonde · e5 svart bonde · f5 svart löpare · h5 svart springare · b4 svart drottning · c4 svart torn · c3 vit springare · e3 vit löpare · g3 vit bonde · h3 vit bonde · a2 vit bonde · b2 vit bonde · e2 vit drottning · f2 vit bonde · g2 vit löpare · h2 vit kung · a1 vit torn · c1 vit torn | c8 svart torn · g8 svart kung · a7 svart bonde · b7 svart bonde · g7 svart löpare · h7 svart bonde · d6 svart bonde · g6 svart bonde · d5 vit bonde · e5 svart bonde · f5 svart löpare · h5 svart springare · b4 svart drottning · c4 svart torn · c3 vit springare · e3 vit löpare · g3 vit bonde · h3 vit bonde · a2 vit bonde · b2 vit bonde · e2 vit drottning · f2 vit bonde · g2 vit löpare · h2 vit kung · a1 vit torn · c1 vit torn | c8 svart torn · g8 svart kung · a7 svart bonde · b7 svart bonde · g7 svart löpare · h7 svart bonde · d6 svart bonde · g6 svart bonde · d5 vit bonde · e5 svart bonde · f5 svart löpare · h5 svart springare · b4 svart drottning · c4 svart torn · c3 vit springare · e3 vit löpare · g3 vit bonde · h3 vit bonde · a2 vit bonde · b2 vit bonde · e2 vit drottning · f2 vit bonde · g2 vit löpare · h2 vit kung · a1 vit torn · c1 vit torn | 8 |
| 7 | c8 svart torn · g8 svart kung · a7 svart bonde · b7 svart bonde · g7 svart löpare · h7 svart bonde · d6 svart bonde · g6 svart bonde · d5 vit bonde · e5 svart bonde · f5 svart löpare · h5 svart springare · b4 svart drottning · c4 svart torn · c3 vit springare · e3 vit löpare · g3 vit bonde · h3 vit bonde · a2 vit bonde · b2 vit bonde · e2 vit drottning · f2 vit bonde · g2 vit löpare · h2 vit kung · a1 vit torn · c1 vit torn | c8 svart torn · g8 svart kung · a7 svart bonde · b7 svart bonde · g7 svart löpare · h7 svart bonde · d6 svart bonde · g6 svart bonde · d5 vit bonde · e5 svart bonde · f5 svart löpare · h5 svart springare · b4 svart drottning · c4 svart torn · c3 vit springare · e3 vit löpare · g3 vit bonde · h3 vit bonde · a2 vit bonde · b2 vit bonde · e2 vit drottning · f2 vit bonde · g2 vit löpare · h2 vit kung · a1 vit torn · c1 vit torn | c8 svart torn · g8 svart kung · a7 svart bonde · b7 svart bonde · g7 svart löpare · h7 svart bonde · d6 svart bonde · g6 svart bonde · d5 vit bonde · e5 svart bonde · f5 svart löpare · h5 svart springare · b4 svart drottning · c4 svart torn · c3 vit springare · e3 vit löpare · g3 vit bonde · h3 vit bonde · a2 vit bonde · b2 vit bonde · e2 vit drottning · f2 vit bonde · g2 vit löpare · h2 vit kung · a1 vit torn · c1 vit torn | c8 svart torn · g8 svart kung · a7 svart bonde · b7 svart bonde · g7 svart löpare · h7 svart bonde · d6 svart bonde · g6 svart bonde · d5 vit bonde · e5 svart bonde · f5 svart löpare · h5 svart springare · b4 svart drottning · c4 svart torn · c3 vit springare · e3 vit löpare · g3 vit bonde · h3 vit bonde · a2 vit bonde · b2 vit bonde · e2 vit drottning · f2 vit bonde · g2 vit löpare · h2 vit kung · a1 vit torn · c1 vit torn | c8 svart torn · g8 svart kung · a7 svart bonde · b7 svart bonde · g7 svart löpare · h7 svart bonde · d6 svart bonde · g6 svart bonde · d5 vit bonde · e5 svart bonde · f5 svart löpare · h5 svart springare · b4 svart drottning · c4 svart torn · c3 vit springare · e3 vit löpare · g3 vit bonde · h3 vit bonde · a2 vit bonde · b2 vit bonde · e2 vit drottning · f2 vit bonde · g2 vit löpare · h2 vit kung · a1 vit torn · c1 vit torn | c8 svart torn · g8 svart kung · a7 svart bonde · b7 svart bonde · g7 svart löpare · h7 svart bonde · d6 svart bonde · g6 svart bonde · d5 vit bonde · e5 svart bonde · f5 svart löpare · h5 svart springare · b4 svart drottning · c4 svart torn · c3 vit springare · e3 vit löpare · g3 vit bonde · h3 vit bonde · a2 vit bonde · b2 vit bonde · e2 vit drottning · f2 vit bonde · g2 vit löpare · h2 vit kung · a1 vit torn · c1 vit torn | c8 svart torn · g8 svart kung · a7 svart bonde · b7 svart bonde · g7 svart löpare · h7 svart bonde · d6 svart bonde · g6 svart bonde · d5 vit bonde · e5 svart bonde · f5 svart löpare · h5 svart springare · b4 svart drottning · c4 svart torn · c3 vit springare · e3 vit löpare · g3 vit bonde · h3 vit bonde · a2 vit bonde · b2 vit bonde · e2 vit drottning · f2 vit bonde · g2 vit löpare · h2 vit kung · a1 vit torn · c1 vit torn | c8 svart torn · g8 svart kung · a7 svart bonde · b7 svart bonde · g7 svart löpare · h7 svart bonde · d6 svart bonde · g6 svart bonde · d5 vit bonde · e5 svart bonde · f5 svart löpare · h5 svart springare · b4 svart drottning · c4 svart torn · c3 vit springare · e3 vit löpare · g3 vit bonde · h3 vit bonde · a2 vit bonde · b2 vit bonde · e2 vit drottning · f2 vit bonde · g2 vit löpare · h2 vit kung · a1 vit torn · c1 vit torn | 7 |
| 6 | c8 svart torn · g8 svart kung · a7 svart bonde · b7 svart bonde · g7 svart löpare · h7 svart bonde · d6 svart bonde · g6 svart bonde · d5 vit bonde · e5 svart bonde · f5 svart löpare · h5 svart springare · b4 svart drottning · c4 svart torn · c3 vit springare · e3 vit löpare · g3 vit bonde · h3 vit bonde · a2 vit bonde · b2 vit bonde · e2 vit drottning · f2 vit bonde · g2 vit löpare · h2 vit kung · a1 vit torn · c1 vit torn | c8 svart torn · g8 svart kung · a7 svart bonde · b7 svart bonde · g7 svart löpare · h7 svart bonde · d6 svart bonde · g6 svart bonde · d5 vit bonde · e5 svart bonde · f5 svart löpare · h5 svart springare · b4 svart drottning · c4 svart torn · c3 vit springare · e3 vit löpare · g3 vit bonde · h3 vit bonde · a2 vit bonde · b2 vit bonde · e2 vit drottning · f2 vit bonde · g2 vit löpare · h2 vit kung · a1 vit torn · c1 vit torn | c8 svart torn · g8 svart kung · a7 svart bonde · b7 svart bonde · g7 svart löpare · h7 svart bonde · d6 svart bonde · g6 svart bonde · d5 vit bonde · e5 svart bonde · f5 svart löpare · h5 svart springare · b4 svart drottning · c4 svart torn · c3 vit springare · e3 vit löpare · g3 vit bonde · h3 vit bonde · a2 vit bonde · b2 vit bonde · e2 vit drottning · f2 vit bonde · g2 vit löpare · h2 vit kung · a1 vit torn · c1 vit torn | c8 svart torn · g8 svart kung · a7 svart bonde · b7 svart bonde · g7 svart löpare · h7 svart bonde · d6 svart bonde · g6 svart bonde · d5 vit bonde · e5 svart bonde · f5 svart löpare · h5 svart springare · b4 svart drottning · c4 svart torn · c3 vit springare · e3 vit löpare · g3 vit bonde · h3 vit bonde · a2 vit bonde · b2 vit bonde · e2 vit drottning · f2 vit bonde · g2 vit löpare · h2 vit kung · a1 vit torn · c1 vit torn | c8 svart torn · g8 svart kung · a7 svart bonde · b7 svart bonde · g7 svart löpare · h7 svart bonde · d6 svart bonde · g6 svart bonde · d5 vit bonde · e5 svart bonde · f5 svart löpare · h5 svart springare · b4 svart drottning · c4 svart torn · c3 vit springare · e3 vit löpare · g3 vit bonde · h3 vit bonde · a2 vit bonde · b2 vit bonde · e2 vit drottning · f2 vit bonde · g2 vit löpare · h2 vit kung · a1 vit torn · c1 vit torn | c8 svart torn · g8 svart kung · a7 svart bonde · b7 svart bonde · g7 svart löpare · h7 svart bonde · d6 svart bonde · g6 svart bonde · d5 vit bonde · e5 svart bonde · f5 svart löpare · h5 svart springare · b4 svart drottning · c4 svart torn · c3 vit springare · e3 vit löpare · g3 vit bonde · h3 vit bonde · a2 vit bonde · b2 vit bonde · e2 vit drottning · f2 vit bonde · g2 vit löpare · h2 vit kung · a1 vit torn · c1 vit torn | c8 svart torn · g8 svart kung · a7 svart bonde · b7 svart bonde · g7 svart löpare · h7 svart bonde · d6 svart bonde · g6 svart bonde · d5 vit bonde · e5 svart bonde · f5 svart löpare · h5 svart springare · b4 svart drottning · c4 svart torn · c3 vit springare · e3 vit löpare · g3 vit bonde · h3 vit bonde · a2 vit bonde · b2 vit bonde · e2 vit drottning · f2 vit bonde · g2 vit löpare · h2 vit kung · a1 vit torn · c1 vit torn | c8 svart torn · g8 svart kung · a7 svart bonde · b7 svart bonde · g7 svart löpare · h7 svart bonde · d6 svart bonde · g6 svart bonde · d5 vit bonde · e5 svart bonde · f5 svart löpare · h5 svart springare · b4 svart drottning · c4 svart torn · c3 vit springare · e3 vit löpare · g3 vit bonde · h3 vit bonde · a2 vit bonde · b2 vit bonde · e2 vit drottning · f2 vit bonde · g2 vit löpare · h2 vit kung · a1 vit torn · c1 vit torn | 6 |
| 5 | c8 svart torn · g8 svart kung · a7 svart bonde · b7 svart bonde · g7 svart löpare · h7 svart bonde · d6 svart bonde · g6 svart bonde · d5 vit bonde · e5 svart bonde · f5 svart löpare · h5 svart springare · b4 svart drottning · c4 svart torn · c3 vit springare · e3 vit löpare · g3 vit bonde · h3 vit bonde · a2 vit bonde · b2 vit bonde · e2 vit drottning · f2 vit bonde · g2 vit löpare · h2 vit kung · a1 vit torn · c1 vit torn | c8 svart torn · g8 svart kung · a7 svart bonde · b7 svart bonde · g7 svart löpare · h7 svart bonde · d6 svart bonde · g6 svart bonde · d5 vit bonde · e5 svart bonde · f5 svart löpare · h5 svart springare · b4 svart drottning · c4 svart torn · c3 vit springare · e3 vit löpare · g3 vit bonde · h3 vit bonde · a2 vit bonde · b2 vit bonde · e2 vit drottning · f2 vit bonde · g2 vit löpare · h2 vit kung · a1 vit torn · c1 vit torn | c8 svart torn · g8 svart kung · a7 svart bonde · b7 svart bonde · g7 svart löpare · h7 svart bonde · d6 svart bonde · g6 svart bonde · d5 vit bonde · e5 svart bonde · f5 svart löpare · h5 svart springare · b4 svart drottning · c4 svart torn · c3 vit springare · e3 vit löpare · g3 vit bonde · h3 vit bonde · a2 vit bonde · b2 vit bonde · e2 vit drottning · f2 vit bonde · g2 vit löpare · h2 vit kung · a1 vit torn · c1 vit torn | c8 svart torn · g8 svart kung · a7 svart bonde · b7 svart bonde · g7 svart löpare · h7 svart bonde · d6 svart bonde · g6 svart bonde · d5 vit bonde · e5 svart bonde · f5 svart löpare · h5 svart springare · b4 svart drottning · c4 svart torn · c3 vit springare · e3 vit löpare · g3 vit bonde · h3 vit bonde · a2 vit bonde · b2 vit bonde · e2 vit drottning · f2 vit bonde · g2 vit löpare · h2 vit kung · a1 vit torn · c1 vit torn | c8 svart torn · g8 svart kung · a7 svart bonde · b7 svart bonde · g7 svart löpare · h7 svart bonde · d6 svart bonde · g6 svart bonde · d5 vit bonde · e5 svart bonde · f5 svart löpare · h5 svart springare · b4 svart drottning · c4 svart torn · c3 vit springare · e3 vit löpare · g3 vit bonde · h3 vit bonde · a2 vit bonde · b2 vit bonde · e2 vit drottning · f2 vit bonde · g2 vit löpare · h2 vit kung · a1 vit torn · c1 vit torn | c8 svart torn · g8 svart kung · a7 svart bonde · b7 svart bonde · g7 svart löpare · h7 svart bonde · d6 svart bonde · g6 svart bonde · d5 vit bonde · e5 svart bonde · f5 svart löpare · h5 svart springare · b4 svart drottning · c4 svart torn · c3 vit springare · e3 vit löpare · g3 vit bonde · h3 vit bonde · a2 vit bonde · b2 vit bonde · e2 vit drottning · f2 vit bonde · g2 vit löpare · h2 vit kung · a1 vit torn · c1 vit torn | c8 svart torn · g8 svart kung · a7 svart bonde · b7 svart bonde · g7 svart löpare · h7 svart bonde · d6 svart bonde · g6 svart bonde · d5 vit bonde · e5 svart bonde · f5 svart löpare · h5 svart springare · b4 svart drottning · c4 svart torn · c3 vit springare · e3 vit löpare · g3 vit bonde · h3 vit bonde · a2 vit bonde · b2 vit bonde · e2 vit drottning · f2 vit bonde · g2 vit löpare · h2 vit kung · a1 vit torn · c1 vit torn | c8 svart torn · g8 svart kung · a7 svart bonde · b7 svart bonde · g7 svart löpare · h7 svart bonde · d6 svart bonde · g6 svart bonde · d5 vit bonde · e5 svart bonde · f5 svart löpare · h5 svart springare · b4 svart drottning · c4 svart torn · c3 vit springare · e3 vit löpare · g3 vit bonde · h3 vit bonde · a2 vit bonde · b2 vit bonde · e2 vit drottning · f2 vit bonde · g2 vit löpare · h2 vit kung · a1 vit torn · c1 vit torn | 5 |
| 4 | c8 svart torn · g8 svart kung · a7 svart bonde · b7 svart bonde · g7 svart löpare · h7 svart bonde · d6 svart bonde · g6 svart bonde · d5 vit bonde · e5 svart bonde · f5 svart löpare · h5 svart springare · b4 svart drottning · c4 svart torn · c3 vit springare · e3 vit löpare · g3 vit bonde · h3 vit bonde · a2 vit bonde · b2 vit bonde · e2 vit drottning · f2 vit bonde · g2 vit löpare · h2 vit kung · a1 vit torn · c1 vit torn | c8 svart torn · g8 svart kung · a7 svart bonde · b7 svart bonde · g7 svart löpare · h7 svart bonde · d6 svart bonde · g6 svart bonde · d5 vit bonde · e5 svart bonde · f5 svart löpare · h5 svart springare · b4 svart drottning · c4 svart torn · c3 vit springare · e3 vit löpare · g3 vit bonde · h3 vit bonde · a2 vit bonde · b2 vit bonde · e2 vit drottning · f2 vit bonde · g2 vit löpare · h2 vit kung · a1 vit torn · c1 vit torn | c8 svart torn · g8 svart kung · a7 svart bonde · b7 svart bonde · g7 svart löpare · h7 svart bonde · d6 svart bonde · g6 svart bonde · d5 vit bonde · e5 svart bonde · f5 svart löpare · h5 svart springare · b4 svart drottning · c4 svart torn · c3 vit springare · e3 vit löpare · g3 vit bonde · h3 vit bonde · a2 vit bonde · b2 vit bonde · e2 vit drottning · f2 vit bonde · g2 vit löpare · h2 vit kung · a1 vit torn · c1 vit torn | c8 svart torn · g8 svart kung · a7 svart bonde · b7 svart bonde · g7 svart löpare · h7 svart bonde · d6 svart bonde · g6 svart bonde · d5 vit bonde · e5 svart bonde · f5 svart löpare · h5 svart springare · b4 svart drottning · c4 svart torn · c3 vit springare · e3 vit löpare · g3 vit bonde · h3 vit bonde · a2 vit bonde · b2 vit bonde · e2 vit drottning · f2 vit bonde · g2 vit löpare · h2 vit kung · a1 vit torn · c1 vit torn | c8 svart torn · g8 svart kung · a7 svart bonde · b7 svart bonde · g7 svart löpare · h7 svart bonde · d6 svart bonde · g6 svart bonde · d5 vit bonde · e5 svart bonde · f5 svart löpare · h5 svart springare · b4 svart drottning · c4 svart torn · c3 vit springare · e3 vit löpare · g3 vit bonde · h3 vit bonde · a2 vit bonde · b2 vit bonde · e2 vit drottning · f2 vit bonde · g2 vit löpare · h2 vit kung · a1 vit torn · c1 vit torn | c8 svart torn · g8 svart kung · a7 svart bonde · b7 svart bonde · g7 svart löpare · h7 svart bonde · d6 svart bonde · g6 svart bonde · d5 vit bonde · e5 svart bonde · f5 svart löpare · h5 svart springare · b4 svart drottning · c4 svart torn · c3 vit springare · e3 vit löpare · g3 vit bonde · h3 vit bonde · a2 vit bonde · b2 vit bonde · e2 vit drottning · f2 vit bonde · g2 vit löpare · h2 vit kung · a1 vit torn · c1 vit torn | c8 svart torn · g8 svart kung · a7 svart bonde · b7 svart bonde · g7 svart löpare · h7 svart bonde · d6 svart bonde · g6 svart bonde · d5 vit bonde · e5 svart bonde · f5 svart löpare · h5 svart springare · b4 svart drottning · c4 svart torn · c3 vit springare · e3 vit löpare · g3 vit bonde · h3 vit bonde · a2 vit bonde · b2 vit bonde · e2 vit drottning · f2 vit bonde · g2 vit löpare · h2 vit kung · a1 vit torn · c1 vit torn | c8 svart torn · g8 svart kung · a7 svart bonde · b7 svart bonde · g7 svart löpare · h7 svart bonde · d6 svart bonde · g6 svart bonde · d5 vit bonde · e5 svart bonde · f5 svart löpare · h5 svart springare · b4 svart drottning · c4 svart torn · c3 vit springare · e3 vit löpare · g3 vit bonde · h3 vit bonde · a2 vit bonde · b2 vit bonde · e2 vit drottning · f2 vit bonde · g2 vit löpare · h2 vit kung · a1 vit torn · c1 vit torn | 4 |
| 3 | c8 svart torn · g8 svart kung · a7 svart bonde · b7 svart bonde · g7 svart löpare · h7 svart bonde · d6 svart bonde · g6 svart bonde · d5 vit bonde · e5 svart bonde · f5 svart löpare · h5 svart springare · b4 svart drottning · c4 svart torn · c3 vit springare · e3 vit löpare · g3 vit bonde · h3 vit bonde · a2 vit bonde · b2 vit bonde · e2 vit drottning · f2 vit bonde · g2 vit löpare · h2 vit kung · a1 vit torn · c1 vit torn | c8 svart torn · g8 svart kung · a7 svart bonde · b7 svart bonde · g7 svart löpare · h7 svart bonde · d6 svart bonde · g6 svart bonde · d5 vit bonde · e5 svart bonde · f5 svart löpare · h5 svart springare · b4 svart drottning · c4 svart torn · c3 vit springare · e3 vit löpare · g3 vit bonde · h3 vit bonde · a2 vit bonde · b2 vit bonde · e2 vit drottning · f2 vit bonde · g2 vit löpare · h2 vit kung · a1 vit torn · c1 vit torn | c8 svart torn · g8 svart kung · a7 svart bonde · b7 svart bonde · g7 svart löpare · h7 svart bonde · d6 svart bonde · g6 svart bonde · d5 vit bonde · e5 svart bonde · f5 svart löpare · h5 svart springare · b4 svart drottning · c4 svart torn · c3 vit springare · e3 vit löpare · g3 vit bonde · h3 vit bonde · a2 vit bonde · b2 vit bonde · e2 vit drottning · f2 vit bonde · g2 vit löpare · h2 vit kung · a1 vit torn · c1 vit torn | c8 svart torn · g8 svart kung · a7 svart bonde · b7 svart bonde · g7 svart löpare · h7 svart bonde · d6 svart bonde · g6 svart bonde · d5 vit bonde · e5 svart bonde · f5 svart löpare · h5 svart springare · b4 svart drottning · c4 svart torn · c3 vit springare · e3 vit löpare · g3 vit bonde · h3 vit bonde · a2 vit bonde · b2 vit bonde · e2 vit drottning · f2 vit bonde · g2 vit löpare · h2 vit kung · a1 vit torn · c1 vit torn | c8 svart torn · g8 svart kung · a7 svart bonde · b7 svart bonde · g7 svart löpare · h7 svart bonde · d6 svart bonde · g6 svart bonde · d5 vit bonde · e5 svart bonde · f5 svart löpare · h5 svart springare · b4 svart drottning · c4 svart torn · c3 vit springare · e3 vit löpare · g3 vit bonde · h3 vit bonde · a2 vit bonde · b2 vit bonde · e2 vit drottning · f2 vit bonde · g2 vit löpare · h2 vit kung · a1 vit torn · c1 vit torn | c8 svart torn · g8 svart kung · a7 svart bonde · b7 svart bonde · g7 svart löpare · h7 svart bonde · d6 svart bonde · g6 svart bonde · d5 vit bonde · e5 svart bonde · f5 svart löpare · h5 svart springare · b4 svart drottning · c4 svart torn · c3 vit springare · e3 vit löpare · g3 vit bonde · h3 vit bonde · a2 vit bonde · b2 vit bonde · e2 vit drottning · f2 vit bonde · g2 vit löpare · h2 vit kung · a1 vit torn · c1 vit torn | c8 svart torn · g8 svart kung · a7 svart bonde · b7 svart bonde · g7 svart löpare · h7 svart bonde · d6 svart bonde · g6 svart bonde · d5 vit bonde · e5 svart bonde · f5 svart löpare · h5 svart springare · b4 svart drottning · c4 svart torn · c3 vit springare · e3 vit löpare · g3 vit bonde · h3 vit bonde · a2 vit bonde · b2 vit bonde · e2 vit drottning · f2 vit bonde · g2 vit löpare · h2 vit kung · a1 vit torn · c1 vit torn | c8 svart torn · g8 svart kung · a7 svart bonde · b7 svart bonde · g7 svart löpare · h7 svart bonde · d6 svart bonde · g6 svart bonde · d5 vit bonde · e5 svart bonde · f5 svart löpare · h5 svart springare · b4 svart drottning · c4 svart torn · c3 vit springare · e3 vit löpare · g3 vit bonde · h3 vit bonde · a2 vit bonde · b2 vit bonde · e2 vit drottning · f2 vit bonde · g2 vit löpare · h2 vit kung · a1 vit torn · c1 vit torn | 3 |
| 2 | c8 svart torn · g8 svart kung · a7 svart bonde · b7 svart bonde · g7 svart löpare · h7 svart bonde · d6 svart bonde · g6 svart bonde · d5 vit bonde · e5 svart bonde · f5 svart löpare · h5 svart springare · b4 svart drottning · c4 svart torn · c3 vit springare · e3 vit löpare · g3 vit bonde · h3 vit bonde · a2 vit bonde · b2 vit bonde · e2 vit drottning · f2 vit bonde · g2 vit löpare · h2 vit kung · a1 vit torn · c1 vit torn | c8 svart torn · g8 svart kung · a7 svart bonde · b7 svart bonde · g7 svart löpare · h7 svart bonde · d6 svart bonde · g6 svart bonde · d5 vit bonde · e5 svart bonde · f5 svart löpare · h5 svart springare · b4 svart drottning · c4 svart torn · c3 vit springare · e3 vit löpare · g3 vit bonde · h3 vit bonde · a2 vit bonde · b2 vit bonde · e2 vit drottning · f2 vit bonde · g2 vit löpare · h2 vit kung · a1 vit torn · c1 vit torn | c8 svart torn · g8 svart kung · a7 svart bonde · b7 svart bonde · g7 svart löpare · h7 svart bonde · d6 svart bonde · g6 svart bonde · d5 vit bonde · e5 svart bonde · f5 svart löpare · h5 svart springare · b4 svart drottning · c4 svart torn · c3 vit springare · e3 vit löpare · g3 vit bonde · h3 vit bonde · a2 vit bonde · b2 vit bonde · e2 vit drottning · f2 vit bonde · g2 vit löpare · h2 vit kung · a1 vit torn · c1 vit torn | c8 svart torn · g8 svart kung · a7 svart bonde · b7 svart bonde · g7 svart löpare · h7 svart bonde · d6 svart bonde · g6 svart bonde · d5 vit bonde · e5 svart bonde · f5 svart löpare · h5 svart springare · b4 svart drottning · c4 svart torn · c3 vit springare · e3 vit löpare · g3 vit bonde · h3 vit bonde · a2 vit bonde · b2 vit bonde · e2 vit drottning · f2 vit bonde · g2 vit löpare · h2 vit kung · a1 vit torn · c1 vit torn | c8 svart torn · g8 svart kung · a7 svart bonde · b7 svart bonde · g7 svart löpare · h7 svart bonde · d6 svart bonde · g6 svart bonde · d5 vit bonde · e5 svart bonde · f5 svart löpare · h5 svart springare · b4 svart drottning · c4 svart torn · c3 vit springare · e3 vit löpare · g3 vit bonde · h3 vit bonde · a2 vit bonde · b2 vit bonde · e2 vit drottning · f2 vit bonde · g2 vit löpare · h2 vit kung · a1 vit torn · c1 vit torn | c8 svart torn · g8 svart kung · a7 svart bonde · b7 svart bonde · g7 svart löpare · h7 svart bonde · d6 svart bonde · g6 svart bonde · d5 vit bonde · e5 svart bonde · f5 svart löpare · h5 svart springare · b4 svart drottning · c4 svart torn · c3 vit springare · e3 vit löpare · g3 vit bonde · h3 vit bonde · a2 vit bonde · b2 vit bonde · e2 vit drottning · f2 vit bonde · g2 vit löpare · h2 vit kung · a1 vit torn · c1 vit torn | c8 svart torn · g8 svart kung · a7 svart bonde · b7 svart bonde · g7 svart löpare · h7 svart bonde · d6 svart bonde · g6 svart bonde · d5 vit bonde · e5 svart bonde · f5 svart löpare · h5 svart springare · b4 svart drottning · c4 svart torn · c3 vit springare · e3 vit löpare · g3 vit bonde · h3 vit bonde · a2 vit bonde · b2 vit bonde · e2 vit drottning · f2 vit bonde · g2 vit löpare · h2 vit kung · a1 vit torn · c1 vit torn | c8 svart torn · g8 svart kung · a7 svart bonde · b7 svart bonde · g7 svart löpare · h7 svart bonde · d6 svart bonde · g6 svart bonde · d5 vit bonde · e5 svart bonde · f5 svart löpare · h5 svart springare · b4 svart drottning · c4 svart torn · c3 vit springare · e3 vit löpare · g3 vit bonde · h3 vit bonde · a2 vit bonde · b2 vit bonde · e2 vit drottning · f2 vit bonde · g2 vit löpare · h2 vit kung · a1 vit torn · c1 vit torn | 2 |
| 1 | c8 svart torn · g8 svart kung · a7 svart bonde · b7 svart bonde · g7 svart löpare · h7 svart bonde · d6 svart bonde · g6 svart bonde · d5 vit bonde · e5 svart bonde · f5 svart löpare · h5 svart springare · b4 svart drottning · c4 svart torn · c3 vit springare · e3 vit löpare · g3 vit bonde · h3 vit bonde · a2 vit bonde · b2 vit bonde · e2 vit drottning · f2 vit bonde · g2 vit löpare · h2 vit kung · a1 vit torn · c1 vit torn | c8 svart torn · g8 svart kung · a7 svart bonde · b7 svart bonde · g7 svart löpare · h7 svart bonde · d6 svart bonde · g6 svart bonde · d5 vit bonde · e5 svart bonde · f5 svart löpare · h5 svart springare · b4 svart drottning · c4 svart torn · c3 vit springare · e3 vit löpare · g3 vit bonde · h3 vit bonde · a2 vit bonde · b2 vit bonde · e2 vit drottning · f2 vit bonde · g2 vit löpare · h2 vit kung · a1 vit torn · c1 vit torn | c8 svart torn · g8 svart kung · a7 svart bonde · b7 svart bonde · g7 svart löpare · h7 svart bonde · d6 svart bonde · g6 svart bonde · d5 vit bonde · e5 svart bonde · f5 svart löpare · h5 svart springare · b4 svart drottning · c4 svart torn · c3 vit springare · e3 vit löpare · g3 vit bonde · h3 vit bonde · a2 vit bonde · b2 vit bonde · e2 vit drottning · f2 vit bonde · g2 vit löpare · h2 vit kung · a1 vit torn · c1 vit torn | c8 svart torn · g8 svart kung · a7 svart bonde · b7 svart bonde · g7 svart löpare · h7 svart bonde · d6 svart bonde · g6 svart bonde · d5 vit bonde · e5 svart bonde · f5 svart löpare · h5 svart springare · b4 svart drottning · c4 svart torn · c3 vit springare · e3 vit löpare · g3 vit bonde · h3 vit bonde · a2 vit bonde · b2 vit bonde · e2 vit drottning · f2 vit bonde · g2 vit löpare · h2 vit kung · a1 vit torn · c1 vit torn | c8 svart torn · g8 svart kung · a7 svart bonde · b7 svart bonde · g7 svart löpare · h7 svart bonde · d6 svart bonde · g6 svart bonde · d5 vit bonde · e5 svart bonde · f5 svart löpare · h5 svart springare · b4 svart drottning · c4 svart torn · c3 vit springare · e3 vit löpare · g3 vit bonde · h3 vit bonde · a2 vit bonde · b2 vit bonde · e2 vit drottning · f2 vit bonde · g2 vit löpare · h2 vit kung · a1 vit torn · c1 vit torn | c8 svart torn · g8 svart kung · a7 svart bonde · b7 svart bonde · g7 svart löpare · h7 svart bonde · d6 svart bonde · g6 svart bonde · d5 vit bonde · e5 svart bonde · f5 svart löpare · h5 svart springare · b4 svart drottning · c4 svart torn · c3 vit springare · e3 vit löpare · g3 vit bonde · h3 vit bonde · a2 vit bonde · b2 vit bonde · e2 vit drottning · f2 vit bonde · g2 vit löpare · h2 vit kung · a1 vit torn · c1 vit torn | c8 svart torn · g8 svart kung · a7 svart bonde · b7 svart bonde · g7 svart löpare · h7 svart bonde · d6 svart bonde · g6 svart bonde · d5 vit bonde · e5 svart bonde · f5 svart löpare · h5 svart springare · b4 svart drottning · c4 svart torn · c3 vit springare · e3 vit löpare · g3 vit bonde · h3 vit bonde · a2 vit bonde · b2 vit bonde · e2 vit drottning · f2 vit bonde · g2 vit löpare · h2 vit kung · a1 vit torn · c1 vit torn | c8 svart torn · g8 svart kung · a7 svart bonde · b7 svart bonde · g7 svart löpare · h7 svart bonde · d6 svart bonde · g6 svart bonde · d5 vit bonde · e5 svart bonde · f5 svart löpare · h5 svart springare · b4 svart drottning · c4 svart torn · c3 vit springare · e3 vit löpare · g3 vit bonde · h3 vit bonde · a2 vit bonde · b2 vit bonde · e2 vit drottning · f2 vit bonde · g2 vit löpare · h2 vit kung · a1 vit torn · c1 vit torn | 1 |
|   | a | b | c | d | e | f | g | h |   |

I det sjätte partiet, som anses vara ett av de bästa, testade Tal den klassiska varianten i kungsindiskt försvar. Partiet är representativt för Tals spelstil. Han spelade gärna intuitiva offer för att ta initiativet och komplicera spelet. Offren var inte alltid objektivt sett korrekta, men de komplikationer som uppstod hanterade Tal ofta bäst.
I diagramställningen spelade Tal 21...Sf4!. Ett spektakulärt offer som Tal förberett ett par drag men vid bästa spel ger det vit en fördel. 
22.gxf4 exf4 23.Ld2?
23.Lxa7 fungerade inte eftersom 23...Da5! fångar löparen, men 23.a3! Db2 24.Lxa7 hade gett vit det bättre spelet. Till Botvinniks försvar kan sägas att varianterna var svåra ett beräkna.
23...Dxb2?
Här hade det varit bättre att skjuta in 23...Le5 24.f3 Dxb2.
24.Tab1 f3! 25.Txb2?
25.Lxf3 hade gett lika spel.
25...fxe2 26.Tb3 Td4!
Nu står svart bättre och Tal vann partiet efter 47 drag.